# Championnat de Belgique féminin de football 2019-2020
Navigation
Saison précédente Saison suivante
La saison 2019-2020 de Super League belge de football féminin est la 49e édition de la compétition, la 5e sous l'organisation actuelle. Le RSC Anderlecht défend son titre acquis lors de la saison 2018-2019. Le Club Bruges fait son retour après quatre années d'absence
La compétition est définitivement arrêtée le 27 mars 2020 en raison de la pandémie de Covid-19. 

## Organisation
Une innovation pour cette nouvelle saison, plus de play-offs, les 6 clubs se rencontrent à cinq reprises soit 25 matchs, le dernier tour étant déterminé par le classement

## Clubs de la saison 2019-2020
| Nom du club          | Entraîneur       | Stade                             | Capacité | Nbre titres/Coupes |
| -------------------- | ---------------- | --------------------------------- | -------- | ------------------ |
| Standard de Liège    | Hamide Lamara    | Académie Robert Louis-Dreyfus     | 800      | 20/8               |
| RSC Anderlecht       | Patrick Wachel   | Centre National Tubize            | 1 000    | 5/10               |
| KAA La Gantoise      | Dave Mattheus    | Stade PGB                         | 2 500    | -/2                |
| KRC Genk Ladies      | Luc Verstraeten  | Luminus Arena, terrain B          | 1 000    | -/-                |
| Oud-Heverlee Louvain | Jimmy Coenraets  | Gemeentelijk Sportstadion         | 3 300    | -/-                |
| Club Bruges          | Leo Van Der Elst | Stade Jan-Breydel, terrain annexe | 500      | -/-                |

| \| Standard de Liège RSC Anderlecht KAA La Gantoise Ladies Genk Oud-Heverlee Louvain Club Bruges KV \| |
| Standard de Liège RSC Anderlecht KAA La Gantoise Ladies Genk Oud-Heverlee Louvain Club Bruges KV       |

| Standard de Liège RSC Anderlecht KAA La Gantoise Ladies Genk Oud-Heverlee Louvain Club Bruges KV |

## Compétition

### Classement
À égalité de points, le nombre de victoires est prépondérant pour départager.
| Rang | Équipe            | Pts | J  | G  | N | P  | Bp | Bc | GA  |
| ---- | ----------------- | --- | -- | -- | - | -- | -- | -- | --- |
| 1    | RSC Anderlecht    | 44  | 16 | 14 | 2 | 0  | 42 | 7  | +35 |
| 2    | Standard de Liège | 36  | 17 | 12 | 0 | 5  | 38 | 16 | +22 |
| 3    | AA Gand Ladies    | 29  | 17 | 9  | 2 | 6  | 37 | 25 | +12 |
| 4    | KRC Genk Ladies   | 23  | 16 | 7  | 2 | 7  | 31 | 24 | +7  |
| 5    | Club Bruges       | 13  | 17 | 4  | 1 | 12 | 17 | 40 | -23 |
| 6    | OHL               | 1   | 17 | 0  | 1 | 16 | 8  | 61 | -53 |

| Légende : | Légende : |
| --------- | --- |
|           | Championne |
|           | T : Tenant du titre. Pts points ; G victoires ; N match nuls ; P défaites Bp buts marqués ; Bc buts encaissés ; Diff différence de buts> |

### Résultats
| Résultats (▼dom., ►ext.)                                   | AND | BRU | GAN | GEN | OHL | STA |
| RSC Anderlecht                                             |     | 5-0 | 2-0 | 2-1 | 7-0 | 2-1 |
| Club Bruges KV                                             | 1-4 |     | 4-2 | 0-2 | 2-1 | 0-4 |
| AA Gand Ladies                                             | 0-2 | 5-0 |     | 4-1 | 6-0 | 0-6 |
| RC Genk Ladies                                             | 1-1 | 2-0 | 2-0 |     | 4-1 | 3-4 |
| Oud-Heverlee Louvain                                       | 1-5 | 1-3 | 1-3 | 1-7 |     | 0-1 |
| Standard de Liège                                          | 1-2 | 5-2 | 0-2 | 1-0 | 4-0 |     |
| - Victoire à domicile - Match nul - Victoire à l'extérieur |     |     |     |     |     |     |

| Résultats (▼dom., ►ext.)                                   | AND | BRU | GAN | GEN | OHL | STA |
| RSC Anderlecht                                             |     | 1-0 | 1-1 | 4-0 | ANN | 2-1 |
| Club Bruges KV                                             | 0-1 |     | ANN | 1-2 | 1-1 | 1-2 |
| AA Gand Ladies                                             | ANN | 2-1 |     | ANN | 5-0 | 2-0 |
| RC Genk Ladies                                             | ANN | ANN | 2-2 |     | 3-0 | 0-1 |
| Oud-Heverlee Louvain                                       | 0-2 | ANN | 0-2 | 1-3 |     | ANN |
| Standard de Liège                                          | ANN | 2-0 | 3-1 | ANN | 3-0 |     |
| - Victoire à domicile - Match nul - Victoire à l'extérieur |     |     |     |     |     |     |

## Quelques chiffres
- Meilleure buteuse :  Sanne Schoenmakers (Standard de Liège) 12 buts
- Meilleure attaque : RSC Anderlecht 42 buts
- Meilleure défense : RSC Anderlecht 7 buts
- Moins bonne attaque : Oud-Heverlee Louvain 8 buts
- Moins bonne défense : Oud-Heverlee Louvain 61 buts
- Plus grand nombre de victoires : RSC Anderlecht 14 victoires
- Plus grand nombre de victoires consécutives : RSC Anderlecht 9 victoires
- Plus grand nombre de nuls : RSC Anderlecht, AA Gand Ladies, KRC Genk Ladies 2 matchs nuls
- Plus grand nombre de défaites : Oud-Heverlee Louvain 16 défaites